# Vellozia ornata
Vellozia ornata är en enhjärtbladig växtart som beskrevs av Carl Friedrich Philipp von Martius. Vellozia ornata ingår i släktet Vellozia och familjen Velloziaceae. Inga underarter finns listade.